# التطبع بعادات البيض
التطبّع بعادات البيض هو مصطلح ازدرائي يستخدم في الولايات المتحدة للإشارة إلى الأمريكيين من الأصول الأفريقية الذين يخونون ثقافة المجتمع الذي ينتمون إليه بتبنيهم العادات الاجتماعية التي تخص ذوي البشرة البيضاء. ويمكن النظر إلى النجاح في التعليم بالتحديد اعتماداً على خلفية الفرد الثقافية كأحد أشكال خيانة الفرد لثقافة مجتمعه.
ويعد هذا المصطلح مثيراً للجدل مما يجعل من تحديد معناه الدقيق أمراً صعباً. وذكرت عدة مقالات نُشرت في كل من صحيفة نيويورك تايمز، ومجلة التايم، وصحيفة وول ستريت جورنال أن بعض طلاب الأقليات يعانون من التثبيط الناتج عن التحيز لصالح نظرائهم من الأعراق الأخرى مما يحول بينهم وبين تقديم أداء دراسي جيد، كما تبنى هذا الرأي عدد من الشخصيات البارزة والأكاديميين من مختلف الانتماءات السياسية.

## تاريخ استخدام المصطلح
وقد تم مناقشة ما إذا كانت سلوكيات التطبع بعادات البيض سائدة في العديد من الكتابات الأكاديمية. فالكوميدي بيل كوسبي الشخصية الإعلامية المعروفة، وهو أمريكي من أصل أفريقي كان قد استخدم مصطلح «التطبع بعادات البيض» في خطاب مايو 2004 الشهير الذي وقف فيه ضد مجتمع السود الذي اعتبر اكتساب التعليم أحد أشكال التطبع بعادات البيض. ويشار أحيانا للسود المتهمين بالتطبع بعادات البيض بالأنجلوساكسونيين السود(Black Anglo-Saxons)، وهو مصطلح استخدمه أول مرة الفنان الكوميدي بول موني. وأثار انتخاب باراك أوباما عام 2008 رئيسا للولايات المتحدة حوارات عامة تشير لإمكانية انحسار سلوكيات التطبع بعادات البيض بوصفه نموذج من نماذج النجاح للأمريكيين من الأصول الأفريقية.

## أبحاث ودراسات

المكونات الاجتماعية للمجموعات كلاهما الأصلية وتلك التي ولدت في الخارج، متعلقة بأولئك الحاصلين على درجة البكالوريوس والدرجات الأعلى.
(data from مكتب تعداد الولايات المتحدة).

المكونات الاجتماعية للمجموعات كلاهما الأصلية وتلك التي ولدت في الخارج، متعلقة بأولئك الحاصلين على درجة البكالوريوس والدرجات الأعلى.
واختلف الباحثون في تعريف مصطلح التطبع بعادات البيض إلا أن معظم التعريفات تتضمّن إشارة لمواقف يسخر فيها مراهقون من أقرانهم السود بحجة ممارستهم لسلوكيات ينظر إليها على أنها خاصة بذوي البشرة البيضاء. وفي هذا السيناريو فإنهم يعادلون محاولة تقديم مستوى دراسي عالي للسود بمحاولة «التطبع بعادات البيض»، وبالتالي يمكن للباحثين تصنيفه كماً، ولكن هذا المصطلح لا يقتصر على ذلك فقط.
أجرت سينثيا فوردهام بالاشتراك مع عالم الاجتماع جون أوبج دراسة خلصت إلى أن الأداء العالي للطلاب الأمريكيين من الأصول الأفريقية في مدرسة واشنطن الثانوية جاء نتيجة لتطبيقها "ثقافة البيض" المهيمنة كجزء من استراتيجيتها لتحقيق التفوق في حين أنها تعمل جاهدة للحفاظ على هوية السود. وأبدى أوبج وجهة نظر مشابهة حيث أدرج دراسة حول فك الارتباط الاكاديمي في كتابه (Black American Students in an Affluent Suburb)، والتي خلصت إلى ان الطلاب من ذوي البشرة السوداء لديهم مواقف ثقافية تعيق أداءهم الأكاديمي بالإضافة إلى انها عادة ما تكون مهملة. وكتب أوبج مؤخراً في أهم أعماله (Minority Education and Caste (1978)) أن المدارس يجب عليها أن تفك الارتباط بين الأداء الأكاديمي والأقليات كطبقات الطوائف، وذلك لأن مجتمع البيض يحصرون النجاح الوظيفي لآبائهم وللآخرين في مجتمعهم بسقف زجاجي. وفي كتابه الجديد يذكر أوبج أن ذوي البشرة غير البيضاء يخفقون في إدراك العلاقة بين التحصيل العلمي والحصول على الوظائف."
في عام 1997 نشر الباحثان فيليب ج كوك وجينس لادويج تقريراً لنتائج بحثهما جاء فيه أن السود لا يواجهون ضغوطات اجتماعية أشد من تلك التي يواجهها أقرانهم البيض لتعيقهم عن التفوق الدراسي، وليس لديهم مشاعر نفور أكثر من غيرهم نحو التعليم بشكل عام. ولاحظ الباحثان في دراسة شفهية واثنوجرافية أن طلاب الأقليات لديهم تلك النظرة تجاه أنفسهم بأنهم أقل من غيرهم، ولكن الباحثين وجدا أن هذه الملاحظة لا يمكن تعميمها على الكل ولا تؤثر بشكل دائم على سلوك الطالب في الصفوف الدراسية. ونتيجة لذلك صنف الباحثان هذه المشكلة على أنها «نوع من التشتيت» من خلال ما شاهداه على اعتبار ان الاصلاحات التعليمية أكثر أهمية.
على الرغم من أن نتائج دراسة أوبج عام 1978 نوقشت بشكل واسع إلا أن صلاحيتها تمت مناقضتها بدراسة أحدث أجريت عام 2003 . حيث قام عالم الاجتماع كارولاين تايسون وعالم الاقتصاد ويليام داريتي جونيور، من جامعة تشابل هيل في كارولينا الشمالية بإجراء دراسة استهدفت مدارس شمال كارولينا والتي استغرقت سنة ونصف لإنهائها. حيث خلصت الدراسة إلى ان الطلبة البيض والسود أساساً لديهم نفس الشعور تجاه التحصيل العلمي، فالطلاب من كلتا المجموعتين يرغبون في النجاح في المدرسة، بالإضافة إلى انهم يظهرون مستويات عالية من احترام الذات كلما كان أداؤهم الدراسي أفضل. واستند الباحثان في دراستهما إلى مقارنة التصرفات التي صنفت لتكون من عادات البيض بتلك التصرفات التي يقوم بها المراهقون عادة والتي عرضتها أفلام جون هوج.
أجرى رولاند ج فراير، من جامعة هارفرد، دراسة تحليلية تطبيقية حول التطبع بعادات البيض عام 2006 . واقترح بول توريلي أن تأثير هذه الظاهرة على تحقيق الطلاب مستويات متوسطة يكاد أن يكون منعدماً، ولكنها قد تلعب دوراً هاماً في وجود فوارق بين الطلاب السود والطلاب البيض في مستويات التحصيل العالية.7 وقد كتب فراير أيضا على النقيض من فوردهام وأوبج من الناحية النظرية، أن الأحكام المسبقة للتطبع بعادات البيض أكثر شيوعاً في المدراس المدموجة، خاصة مدارس السود التي يخلو تاريخها من أي آثار لهذه الظاهرة. حيث وجد فراير أن بعض المجموعات كالمهاجرين الإيطاليين في (اند ويست في بوسطن) وشعب الماوري في نيوزيلندا يبدون سلوكيات مماثلة. وخلص إلى ان هناك بالضرورة مفاضلة بين الأداء الدراسي الجيد والرفض من قبل الأقران عندما ينحدر الفرد من مجموعة عرقية لا تتصف تقليدياً بالنجاح، خصوصاً عندما تكون هذه المجموعة على تواصل بالمحيط الخارجي.
ان العيب الأساسي في الكثير من الأبحاث حتى الآن هو أن الناس الذين شملتهم الدراسة قد طلب منهم تحديد معدل شعبيتهم لدى الآخرين، وهو ما يثير شكوكاً حول الأرقام التي قدمتها هذهالأبحاث. أشار رولاند ج فراير جونيور إلى أن «سؤال المراهقين سواء أكانت لديهم شعبية أم لا كسؤالهم ما إذا كانوا قد مارسوا الجنس أم لا».
وبحث المحامي ستيوارت باك أيضاً حول ظاهرة التطبع بعادات البيض: (The Ironic Legacy of Desegregation (2010)، حيث قال إن مدارس السود المنفصلة قد خرجت معلمين، ومرشدين، وغيرهم من نفس عرق الطلاب، وغالباً ما يتصرف الكبار كالمرشدين للطلاب. وأدى دمج الكثير من المدارس العامة منذ منتصف إلى أواخر القرن العشرين إلى وجود مدارس يقع الطلاب السود فيها تحت سيطرة وهيمنة أقرانهم البيض. فالطلاب السود الذي سيحاولون تقديم مستوى دراسي عالي ستحسب عليهم على أنها محاولة لهجر الأقلية التي ينحدرون منها.
وقد ناقشت مارغريت بيل سبنسر وفيناي هاربيلاني (2008), موضوع استخدام المراهقين السود مصطلح «التطبع بعادات البيض» لا يعكس قيمهم الثقافية، بل هو مظهر من مظاهر تطور هويتهم العرقية التي شهدت تزامناً مع اضطرابات المراهقة العادية وضغط الأقران. سبنسر وهاربيلاني استخدما الإطار الذي استخدمه ويليام أي كروس (1991)، حيث قال أن استخدام المراهقين السود لمصطلح «التطبع بعادات البيض» فيما يتعلق بالتحصيل الدراسي مشابه تماماً لاستخدام المراهقين البيض لمصطلح«نيرد /الطالب الذي يذاكر كثيرا»، فالفرق الوحيد بينهما هو أن المراهقين السود يعبرون عن المصطلح من حيث أصل العرق، الناتج عن ضغط الأقران الطبيعي في فترة المراهقة فهم يواجهون صراعاً مع الهوية العرقية وحقيقة أن تكون «أسوداً». عبارات مثل «التطبع بعادات البيض» من شأنها أن تعكس القيم الثقافية للمراهقين السود أو العكس، واستخدامهم لها متوقع أحيانا، فعلى سبيل المثال: أوبج (2003) وثق بنفسه إحدى الحالات لفتاة سوداء مراهقة شعرها ناعم طبيعياً كذوي البشرة البيضاء اتهمها أقرانها السود «بالتطبع بعادات البيض» لأنها لا تحتاج لمعالجته. هذا النوع من الأمثلة تدل على أن الاتهامات «بالتطبع بعادات البيض» ليست في الأساس حول السمات الثقافية للسود (على الرغم من أن مثل هذه الاتهامات قد تعكس هذه الصفات)، بل ان «التطبع بعادات البيض» هو مجرد مظهر من مظاهر تطور الهوية العرقية للأطفال والمراهقين السود، الذين يتعلمون ويعرفون بأنفسهم معنى أن تكون «ذا بشرة سوداء» تزامناً مع اضطرابات المراهقة وضغط الأقران. ولهذا السبب أيضا هذه الاتهامات هي أقل شيوعا بين البالغين السود، الذين توصلوا إلى قرار فيما يتعلق بقضايا الهوية العرقية.

## التعليقات / الملاحظات

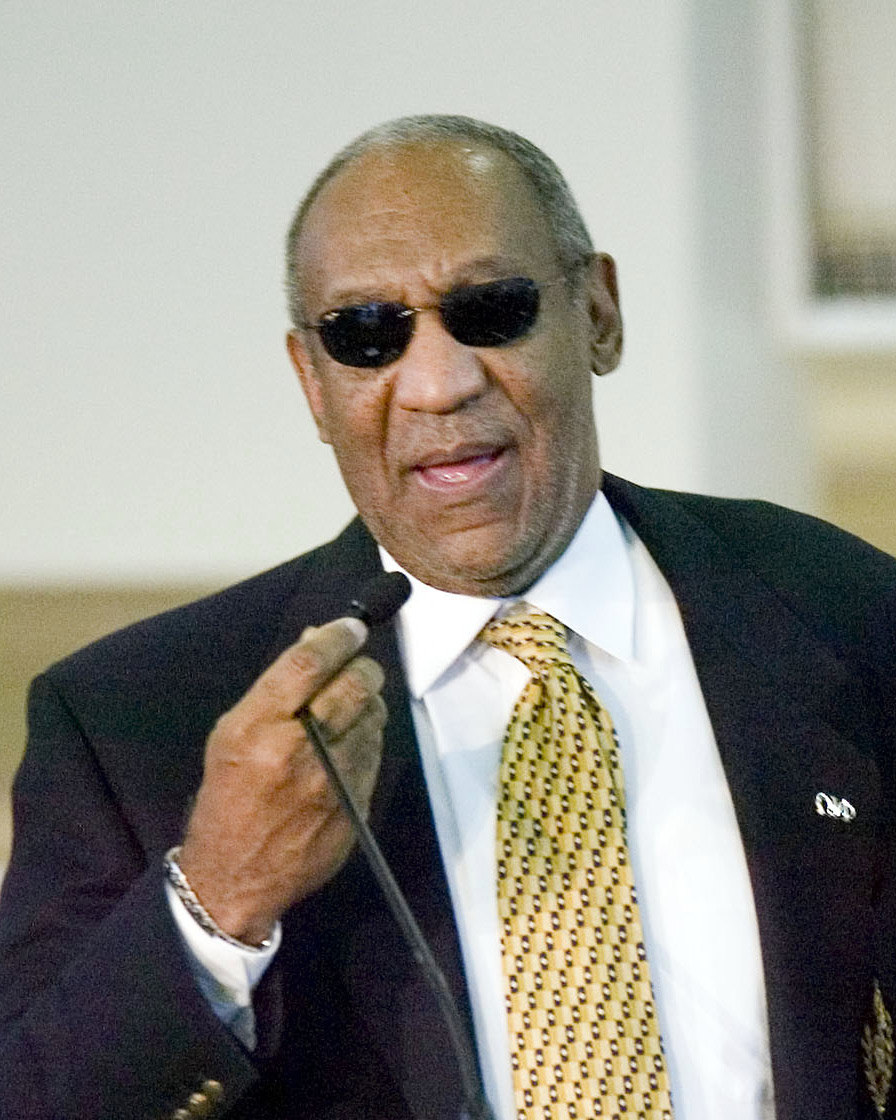
الكوميدي بيل كوسبي الشخصية الإعلامية المعروفة، وهو أمريكي من أصل أفريقي كان قد استخدم مصطلح "التطبع بعادات البيض" في خطاب مايو 2004 الشهير.

وقد علق المراقب السياسي جون ماكهورتر قائلًا: "يجد المراهقون هويات متعددة أمامهم لتجربة تبني مواقف أو طباع لا تنتمي في العادة لمجتمعهم العرقي. فيمكن للأطفال من ذوي البشرة البيضاء أن يكونوا "ستونر" (مدمن مخدرات لا سيما الماريوانا) أو "جوث" (شخص يرتدي الملابس السوداء ويضع المكياج الأسود ويستمع لموسيقى الجوث والميتال). والأطفال السود يطلق عليهم "نون وايت" (غير البيض). وفسر هؤلاء الأطفال بكونهم "نيرد" (الطالب الذي يذاكر كثيرًا ويفتقر للمهارات الاجتماعية) من البشرة السوداء. كما قال أن سلوكيات التطبع بعادات البيض تطورت مع ظهور "الآخَر" وسط الأطفال الأمريكيين من أصول أفريقية والذين تم دمجهم حديثًا.
وفي دراسة تايسون وداريتي عام 2003 قالا بأن موظفي المدارس وطاقم الهيئة التدريسية الذين ينظرون لقدرات الطلاب السود بنظرة عنصرية غالبًا ما يستخدمون باستخفاف مصطلح التطبع بعادات البيض كغطاء للاختلافات والفروقات في أداء الطلبة. وقال شلبي ستيل في كتابه "The Content of Our Character" بأن ما عرَّفه بكونه قيمًا للسود من الطبقة الوسطى يَنظُر إليه -وبشكل خاطئ- أغلب السود على أنه من طباع البيض بينما هو في حقيقة الأمر لم يتم بناؤه على أساس التفرقة والعنصرية. وأضاف بأن تبني هذا الموقف يختلف عن المشاكل الأخرى للشباب السود الذين يعانون من الفقر.
وانتقد كينجي يوشينو، أستاذ كلية الحقوق بجامعة نيويورك للقانون، في تغطية له: Covering: The Hidden Assault on Our Civil Rights (2006)، الضغوط الاجتماعية التي تتناسب مع الثقافة البيضاء السائدة فقط. وقال ان هذا انتهاك للحقوق المدنية للأمريكيين من أصل أفريقي، وأنها يمكن أن تدعم الفروق الاجتماعية المتعلقة بهم. وقال انه ينبغي أن تكون لديهم حرية الاختيار للتعرف على الثقافة البيضاء إذا رغبوا في ذلك. كتبت آن ارنيت فيرغسون، وهي أستاذة في كلية سميث، في عام 2001 كتبت بأن الثقافة البيضاء «تستثني الأساليب الثقافية الأميركية الأفريقية ذات الصلة وذات مغزى». وسلطت الضوء على المدارس التي تصر على استخدام الإنجليزية الأمريكية القياسية بدلاً من الايبونكس ((مزيج من كلمتي أسود ebony وصوتي phonics) هو مصطلح يقصد به بالأصل لغة الناس المنحدرين من نسل الأفارقة المستعبدين، خاصة في غرب أفريقيا، والكاريبي، وشمال أمريكا.) كمثال.

لاحظ كلارنس بيج في كتابه The News Hour with Jim Lehrer في عام 2004: أن التراث الشعبي الأمريكي الأفريقي يصنف سلطعون البحر على أنه أحد أغبى المخلوقات ولكنه في الوقت ذاته يعلمنا درساً قيماً، فعندما تحمل دلواً أو سلة بها مجموعة من السلطعونات فلست بحاجة لوضع غطاء عليه، لأنه في كل مرة إحدى السلطعونات تحاول الخروج فيها من الدلو فإن السلطعونات الأخرى تسحبها إلى الداخل. وللأسف بعض إخواننا من بني البشر ليسوا أذكى من ذلك بكثير، فالبعض عندما يرونك تعمل بجد لتحقيق أحلامك سيسخرون منك لمجرد محاولتك.}}

## الاتهام ب (التطبع بعادات البيض)

### باراك أوباما
باراك أوباما من الشخصيات المثيرة للجدل. حيث تعرض لانتقادات قبل انتخابه رئيساً في عام 2007 على لسان جيسي جاكسون بأنه يتصرف كالبيض فيما يتعلق ببعض الحالات التي تخص السود. بالإضافة لذلك في عام 2008 وصف رالف نادر، وهو ناشط منذ فترة طويلة، عضو الكونغرس أوباما بأنه «يتحدث كذوي البشرة البيضاء»، غير أنه من الجدير بالذكر أن أوباما أمريكي مختلط العرق، فوالدته من أصول أوروبية ووالده كيني الأصل؛ كما أن لديه نسب إلى شيروكي(بالإنجليزية: Cherokee) وهي قبيلة من قبائل الهنود الحمر كانت تستوطن جنوب شرق الولايات المتحدة (تركزت تجمعاتهم في ولايات جورجيا وكارولينا الشمالية وكارولينا الجنوبية والجزء الشرقي من ولاية تينيسي). كما أن الكينيين هم مجموعة عرقية تختلف عن بقية المجموعات التي ينحدر منها الأمريكيون من الأصول الأفريقية في وقتنا الحالي.
وأدى نجاح أوباما في الانتخابات الرئاسية لعام 2008 والمكانة الاجتماعية التي اكتسبها إلى طرح نقاشات عديدة حول ما إذا كان سيغير عادة السود في الحكم على بعضهم بالتطبع بعادات البيض. ورجح المعلقان جون ماكواتر ستيفن ج دوبنر أنه سيعمل على تغييرها. وتعد ياهانا من مدرسة (Israelite School of Universal Practical Knowledge) منظمة لسيادة السود، حيث لم تعترف بأوباما كرجل أسود بل «أفريقياً من أصول بيضاء» بالإضافة إلى أنها ناشدت الأمريكيين من الأصول الأفريقية بعدم التصويت له.
و في الكلمة التي ألقاها أوباما في المؤتمر الوطني الديمقراطي عام 2004، انتقد وبشدة فكرة أن نجاحه في الوصول لرئاسة كان نتيجة لكونه يتصرف كذوي البشرة البيضاء ويتبع أساليبهم. وقال «أن الأطفال لا يمكنهم الإنجاز ما لم نرفع مستوى توقعاتهم ونطفئ أجهزة التلفزيون ونقضي على الافتراءات التي تقول أن الشباب السود إذا حملوا كتاباً بيدهم فهم بذلك يتطبعون بعادات البيض.» 

### راسيل ويلسون
تعرض لاعب كرة القدم راسيل ويلسون من فريق سياتل سي هوكس (Seattle Seahawks)لهجوم عام 2014 عندما زعمت مصادر مجهولة أن الشعور السائد في غرفة تبديل الملابس يشير إلى أن ويلسون يفتقر لسواد البشرة. حيث صرحت سي بي أس الرياضية أن هذا الخلاف من شأنه أن يكون سبباً محتمل لانتقال اللاعب بيرسي هارفن من فريق سي هوكس إلى صفوف فريق نيويورك جتس (New York Jets).

### ماثيو كلارك الثالث
ضمن ماثيو كلارك الثالث مخضرم الهيب هوب بولاية تكساس في الأغنية التي أصدرها في 2015 بعنوان"Acting White" "" آثار التعرض للاتهام بالتطبع بعادات البيض على المراهقين السود. وصور في أغنيته يوميات الأطفال السود والتي لا تتطابق مع القالب النمطي الذي يحاول المجتمع نسبه لهم. حيث يصف في أغنيته نضاله في التعامل مع مضايقات الشرطة، والتعرض للسخرية على أسلوبه في اللبس، والاستهزاء على أسلوبه في الحديث، واتهامه بالسرقة في المتاجر، ليصل الأمر لأن يكون موضع سخرية لمجرد أن يكون له حلم بأن يصبح كالدكتور مارتن لوثر كينج جونيور في يوم من الأيام.

## وصلات خارجية
- "Facing Identity Conflicts, Black Students Fall Behind". الإذاعة الوطنية العامة. Recorded November 1, 2009.
- "The Price of Acting White". By Richard Morin. واشنطن بوست. June 5, 2005.
- "Study: ‘Acting White’ Accusation". By David Pluviose. Diverse. April 5, 2006.
- John U. Ogbu, "Collective Identity and the Burden of “Acting White”[وصلة مكسورة] in Black History, Community, and Education, Urban Review, Volume 36, Issue 1, pp. 1–35, March 2004.